# The Box (Roddy Ricch)
" The Box " is een nummer van de Amerikaanse rapper Roddy Ricch, dat op 28 februari 2020 als vierde single werd uitgebracht van zijn debuutstudio-album Please Excuse Me for Being Antisocial . Voordat het nummer als single werd uitgebracht, werd het Roddy Ricch's hoogste hitnummer wereldwijd en bereikte het de eerste plaats in de Amerikaanse Billboard Hot 100, de Canadian Hot 100 en in Nieuw-Zeeland. Het nummer piekte ook op nummer twee in zowel het Verenigd Koninkrijk als Ierland en bereikte de top vijf in Australië. Het lied werd geprezen door critici, met lof voor de vocale bezorging van Ricch. Het werd een populaire meme, vooral dankzij Ricch's "eee err" ad-lib . Op 28 februari 2020 werd er een videoclip uitgebracht, geregisseerd door Ricch.

## Videoclip
De audiovideo van het nummer werd uitgebracht op 6 december 2019, terwijl een songtekstvideo in première ging op 9 januari 2020, meer dan 144 miljoen en 19 miljoen views op YouTube vanaf maart 2020.
De officiële video van het nummer werd uitgebracht op 28 februari 2020 en had vanaf maart 2020 meer dan 35 miljoen views. De clip werd geregisseerd door Ricch, met co-regie door Christian Breslauer. Ricch legde via Twitter uit dat de reden waarom de video zo lang duurde, was omdat hij de video zelf regisseerde.